# Marcus Massalami
Marcus Massalami, nombre artístico de Melisa Meseguer, es un cantante y drag king español. Es el drag king más reconocido en España y pionero en este tipo de arte.

## Carrera
Massalami inició su carrera profesional realizando drag king en obras teatrales tradicionales, caracterizándose como personajes masculinos. En 2019 participó como artista en The Filthiest Cabaret Alive, un cabaret de transformismo en Madrid.
En julio de 2019 fue entrevistada en el reportaje de Mtmad Sí, soy drag king. En diciembre de ese mismo año sacó su primer videoclip en solitario, Pluma Bollera, que presentó el 14 de diciembre de ese mismo año en Bastardo Hotel, junto con Alex Gascón, Eskarnia y Sara Rodríguez, fundadora del Colectivo Drag King España.
En diciembre de 2021 apareció como artista invitado en el videoclip DM de Putochinomaricón, junto a artistas como Inti o Megane Mercury. Ese mismo mes fue entrevistada para el vídeo documental Eso no se pregunta: Drag queen, de la cadena Telemadrid, en el cual participaron artistas como Samantha Hudson, La Prohibida y Deborah Ombres. Apareció también en un papel secundario en la película de Atresplayer Una Navidad con Samantha Hudson, marcando su primera aparición cinematográfica.
El 25 de julio de 2022 actuó en un acto oficial del ayuntamiento de Calahorra por el día del Orgullo LGBT, junto con la también artista transformista Kika Lorace.

## Vida personal
Fuera de su personaje drag, Melisa Meseguer trabaja como enfermera.

## Discografía

### Sencillos
| Año  | Título        |
| ---- | ------------- |
| 2019 | Pluma Bollera |

## Filmografía
| Año  | Título                          | Papel      |
| ---- | ------------------------------- | ---------- |
| 2019 | Sí, soy drag king               | Reportaje  |
| 2021 | Eso no se pregunta: Drag queen  | Documental |
| 2021 | Una Navidad con Samantha Hudson | Película   |